# Carl Christian Philipp Tauchnitz

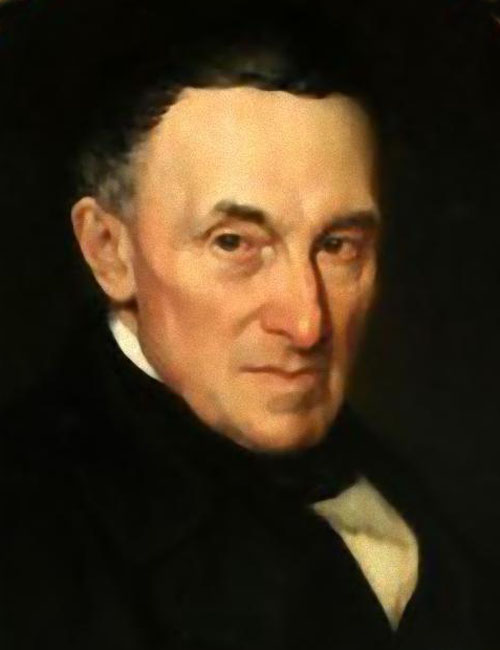
Carl Christian Philipp Tauchnitz (um 1870)

Carl Christian Philipp Tauchnitz (* 4. März 1798 in Leipzig; † 16. April 1884 ebenda; alternativ auch: Karl) war ein deutscher Verleger, Theologe und Philanthrop.

## Leben
Tauchnitz war der Sohn des Leipziger Druckers und Verlegers Carl Christoph Traugott Tauchnitz (1761–1836) und seiner ebenfalls aus einer Druckerfamilie stammenden Frau Friederike Sophie, geborene Dürr (1770–1843).
Er besuchte zunächst das Zerbster Francisceum-Gymnasium und studierte – gegen den Wunsch des Vaters – Evangelische Theologie an den Universitäten Tübingen und Basel. Tauchnitz lebte anschließend längere Zeit in London und Basel, um sich einer christlichen Missionstätigkeit zu widmen. Nach dem Tode seines Vaters gab Tauchnitz seine theologische Laufbahn auf, um das aus Verlag, Druckerei und Schriftgießerei bestehende Unternehmen des Vaters fortzusetzen. Im höheren Lebensalter zog er sich schließlich vom Geschäftsleben zurück, um als Privatmann zu leben.
Tauchnitz war Mitglied der Leipziger Freimaurerloge Minerva zu den drei Palmen.

## Wirken
Neben seiner Missionstätigkeit in England und der Schweiz wirkte Tauchnitz auch für freikirchliche Gemeinden in Deutschland, insbesondere für die Mennoniten in der Pfalz, in Baden und in Hessen und predigte dort auch.
Nach 1836 erweiterte Tauchnitz den Carl Tauchnitz Verlag zunächst, u. a. durch zahlreiche Wörterbücher in verschiedenen Sprachen und freikirchliche Schriften. Ab 1844 bis 1865 veräußerte er die Firma jedoch schrittweise. Mit der 1865 erfolgten Abgabe der Klassikerausgaben und Wörterbücher an den Otto Holtze Verlag erlosch die Firma Carl Tauchnitz endgültig.

## Nachwirken
Aus seinem Einkommen als Verleger und aus den Erlösen aus dem Verkauf der väterlichen Firma errichtete Tauchnitz sieben Stiftungen, die noch längere Zeit über seinen Tod hinaus Bestand hatten:
- 1870: Arbeiterwohnungsstiftung
- 1877: Seminaristen-Stipendien-Stiftung
- 1881: Sophienstiftung
- 1882: Anonyme Stiftung für das städtische Krankenhaus, Siechenhausstiftung und Stiftung eines Menschenfreundes
- 1884: Stiftung eines Menschenfreundes für das Waisenhaus

Die bedeutsamste Einrichtung war die Stiftung eines Menschenfreundes, die Tauchnitz in seinem Testament mit mehr als 4 Mio. Goldmark ausstattete. Die Stiftung wurde von der Stadt Leipzig verwaltet und hatte ab 1885 den Status einer juristischen Person. Tauchnitz wollte besonders soziale Zwecke bedacht sehen und hatte die Beschränkungen hinterlassen, das Vermögen nicht für kirchliche Zwecke, Luxusbauten oder das Theater zu verwenden.

## Ehrung
- 1885 wurde eine Straße im Musikviertel im heutigen Leipziger Ortsteil Zentrum-Süd nach Tauchnitz benannt (Karl-Tauchnitz-Straße).
- Bis 1954 gab es die nach ihm benannte Karl-Tauchnitz-Brücke über den Pleißemühlgraben.

## Grabmal

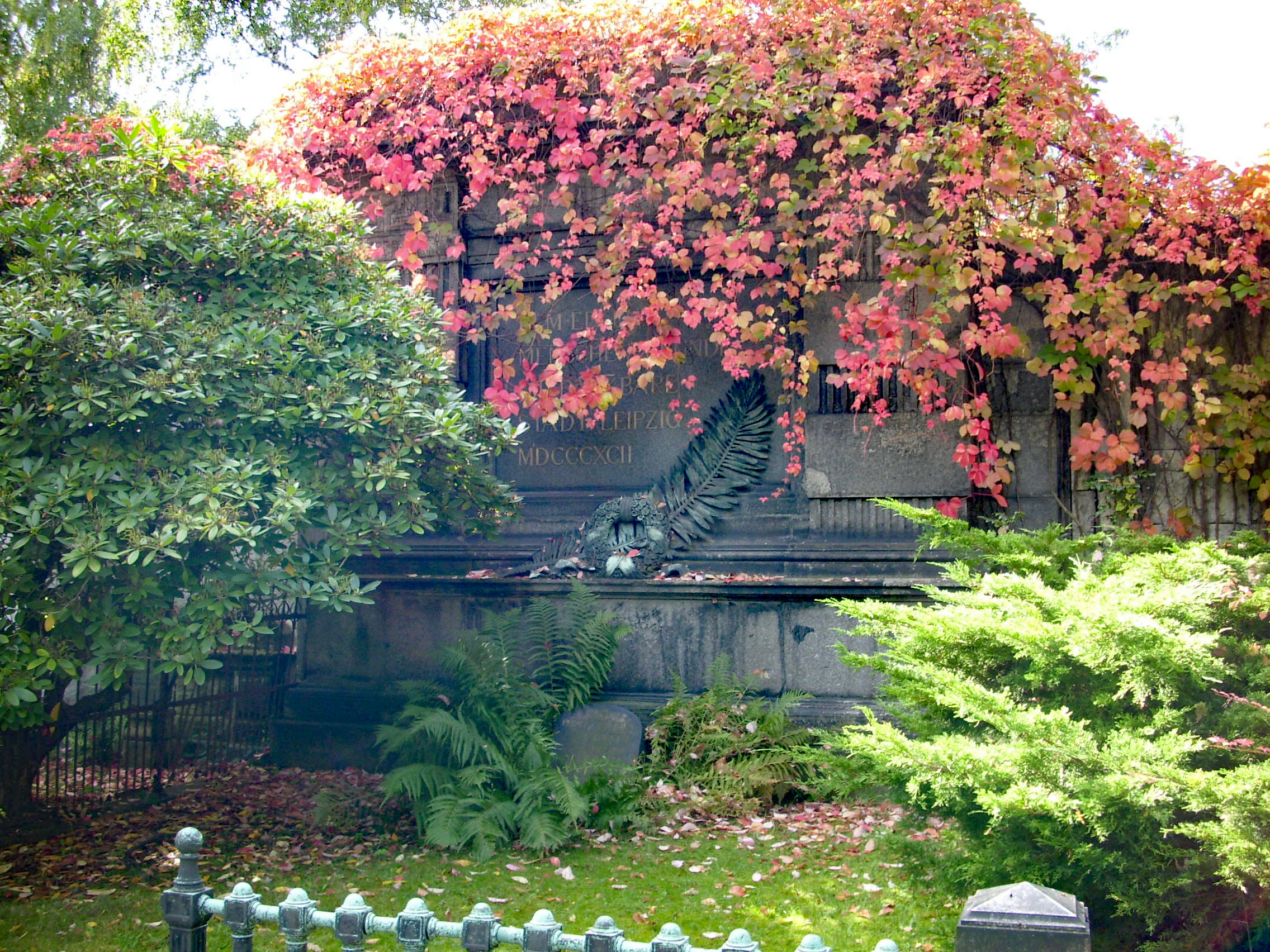
Seine Grabstätte auf dem Leipziger Nordfriedhof (2011)
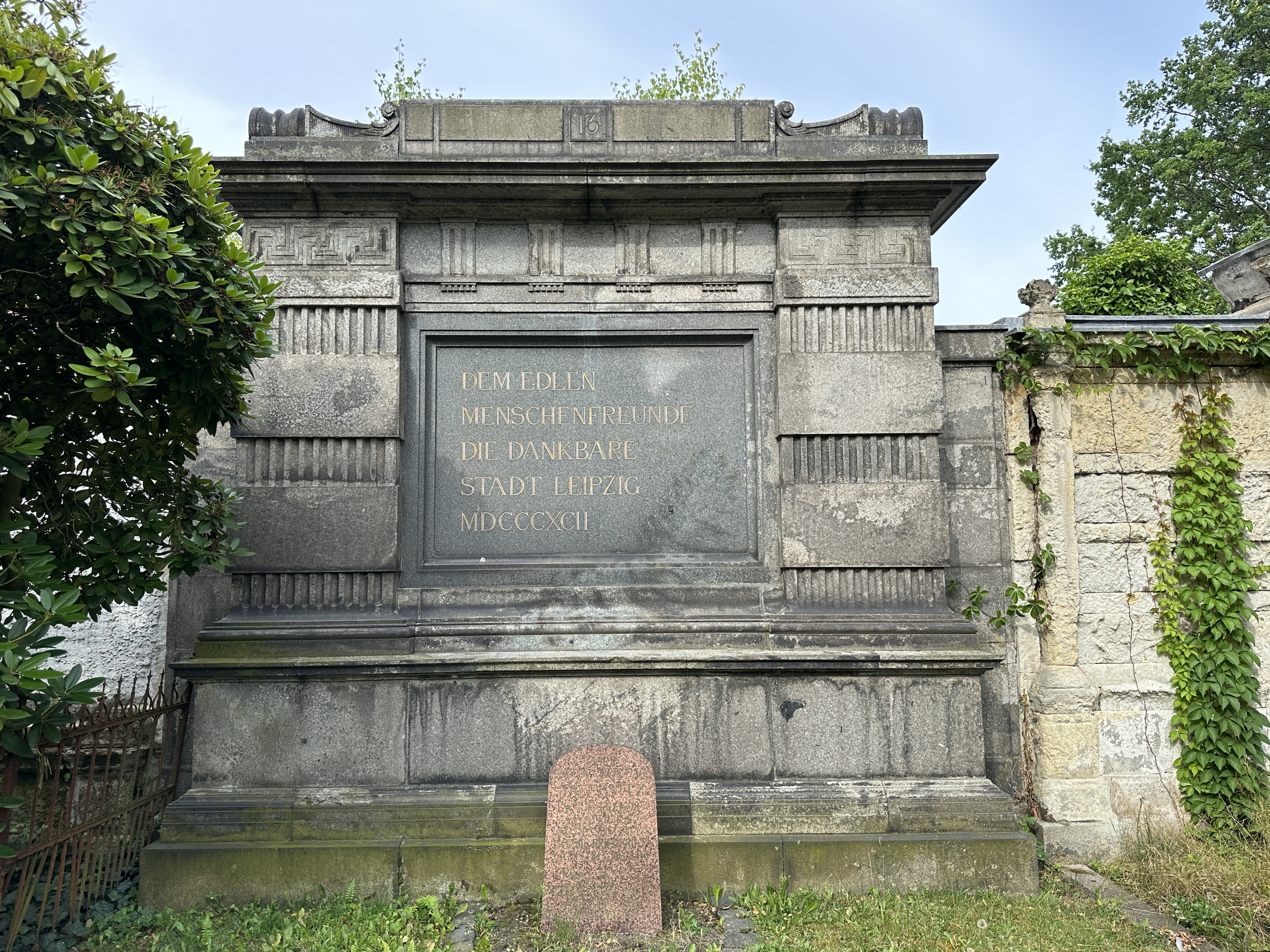
Zustand des Grabmals 2023 nach dem Metalldiebstahl 2013
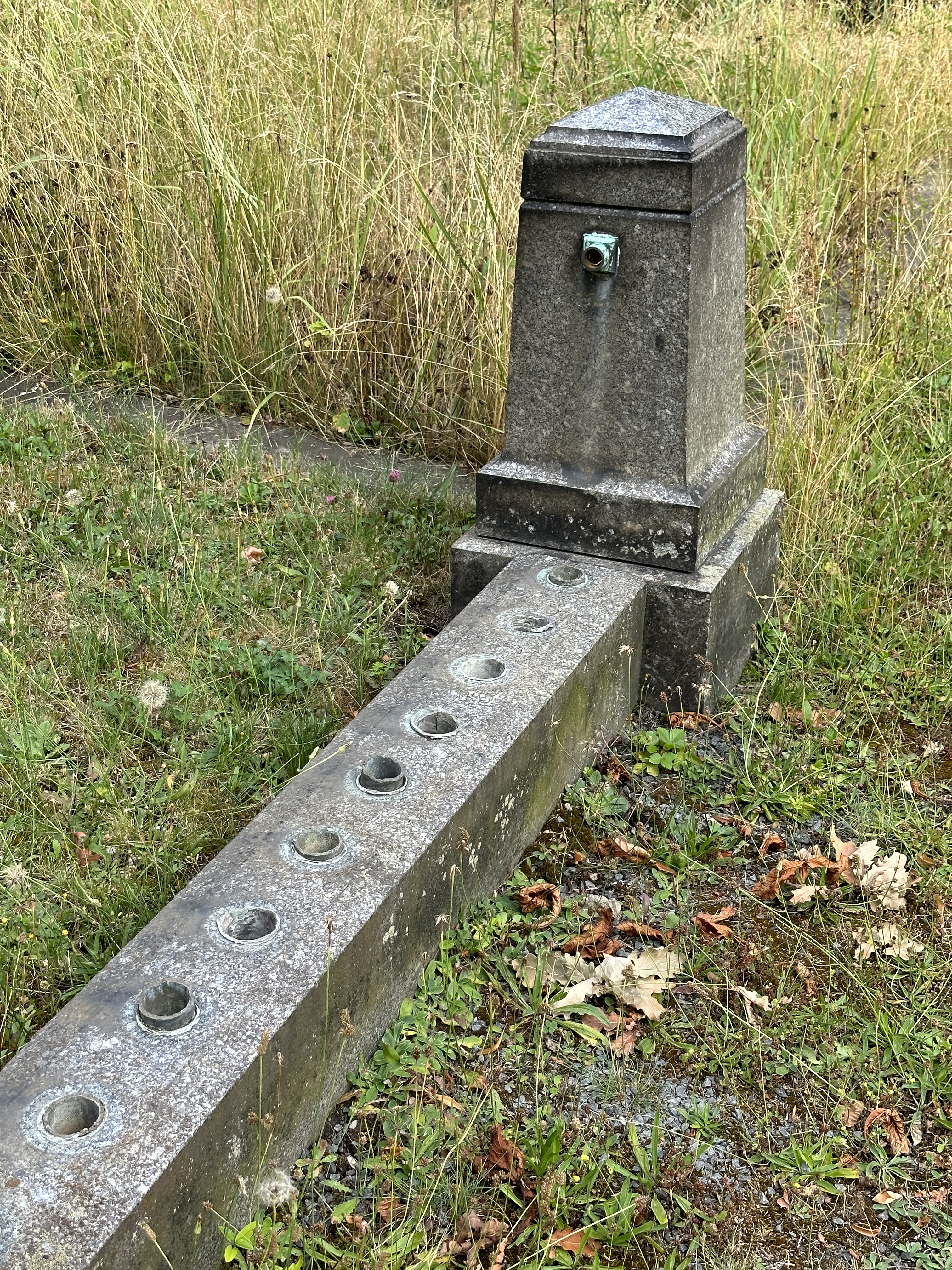
Reste der Grabumfriedung nach dem Diebstahl (2023)

Tauchnitz' Grabmal auf dem Leipziger Nordfriedhof wurde 1892 von Hugo Licht geschaffen. 
Im Januar und März 2013 suchten Buntmetalldiebe das Grabmal heim und entfernten die Bronzeumfriedung der Grabstätte und den bronzenen Schmuck (Palmwedel und Kranz) am Grabstein.